# Guglielmo Tempier
Guglielmo Tempier, italianizzazione di Guillaume Tempier (Poitiers, XII secolo – Poitiers, 29 marzo 1197), è stato un vescovo cattolico francese.

## Biografia
Guglielmo nacque a Poitiers nel XII secolo e divenne vescovo della diocesi di Poitiers nel 1184. Fu un grande difensore della sua diocesi e per questo suo comportamento, nel 1191, gli fu attribuito l'appellativo di "Guglielmo il Forte". Morì dopo un lungo episcopato il 29 marzo 1197 e fu sepolto nella Chiesa di San Cipriano.
Il popolo di Poitiers si recava alla sua tomba per essere guarito dalle emorragie.

## Culto
La Chiesa cattolica e la Chiesa ortodossa lo ricordano il 29 marzo.
(Martirologio Romano)